# 나가사키 문화 방송
나가사키 문화방송(長崎文化放送, Nagasaki Culture Telecasting)은 1990년 4월 1일 나가사키현의 3번째 민영방송국으로 개국했다.

## 연혁
- 1988년 12월 28일 설립.
- 1990년 4월 1일 나가사키현 3번째 민영 텔레비전 방송국으로서 개국.(90년대에 개국한 TV아사히 계열국중 유일하게 「아사히」가 쓰이지 않은 방송국이기도 하다.)
- 2006년 12월 1일 지상파 디지털 텔레비전 방송 개시.
- 2011년 7월 24일 지상파 아날로그 텔레비전 방송 종료.(다음 날 자정 완전 종료되었다.)
- 2024년 10월 17일 Null

## 특징
- 나가사키 신문과 관계가 깊어서인지 방송국 명칭이 90년대에 세워진 다른 ANN계열 방송국과는 다르다.
- 니혼 TV 계열 방송국인 나가사키 국제 TV 개국이 늦어지면서 이 방송국이 개국할때까지 TV 나가사키에서 극소수의 니혼TV계열 프로그램을 이행받아 방송하고 있었다.

### 불상사
- 2008년 4월 47세 남자 사원이 나가사키 시내의 상업시설에서 음주운전에 의한 기물파손 사고를 내는 바람에 2008년 8월 19일 일본 도로 교통법 위반(음주 운전)용의자로 서류 제출 된 것이 8월 25일에 판명되었다. 덧붙여 이 사원은 사고 이전부터 병으로 인한 요양을 위해 휴가를 얻어 통원 치료중이었으며 이후 회사내부처분에 대해서는 모른다.

## 나가사키현에 있는 다른 텔레비전·라디오 방송국
- NHK 나가사키 방송국
- 나가사키 방송(NBC)(TV는 도쿄 방송 계열국, 라디오는 JRN&NRN계열국)
- 나가사키 국제 TV(NIB)(니혼 TV계열)
- TV 나가사키(KTN)(후지 TV계열)
- FM나가사키(JFN 계열)